# Kevalay Queen
Die Kevalay Queen ist eine Fähre der libyschen Reederei Kevalay Travel & Tourism.
Das Schiff wurde als Visby für die schwedische Rederi AB Gotland gebaut und 1972 in Dienst gestellt. Die zunächst in der Ostsee eingesetzte Fähre verkehrt seit Februar 1986 im Mittelmeer.
Das Schiff hat mit der Camomilla ein von Flipper Lines betriebenes Schwesterschiff. 

## Geschichte

### Rederi AB Gotland

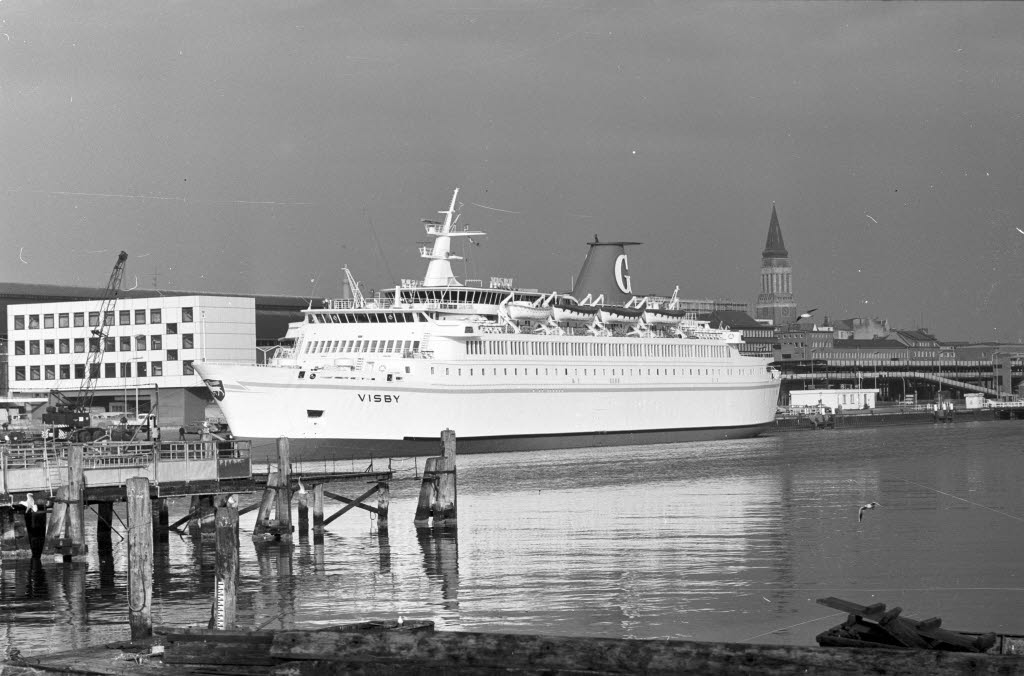
Die Visby am Bahnhofskai in Kiel, November 1972

Die Visby entstand unter der Baunummer 161 in der Werft von Brodogradiliste Jozo Lozovina Mosor im damals jugoslawischen Trogir und lief am 12. Februar 1972 vom Stapel. Nach der Ablieferung an die Rederi AB Gotland am 29. Oktober 1972 und der Überführungsfahrt mit Zwischenstopp in Kiel nahm das Schiff im Dezember 1972 den Fährdienst von Nynäshamn nach Visby auf. Ergänzt wurde es hierbei 1973 von der baugleichen Gotland.
Beide Fähren wurden von der dänischen Knud E. Hansen A/S entworfen und waren im Bau teurer als alle vorherigen Einheiten der Rederi AB Svea zusammengenommen. Die Brodogradiliste Jozo Lozovina Mosor wurde als Bauwerft ausgewählt, obwohl in ihr zuvor noch keine Passagierfähre entstanden war. Tatsächlich wies die Visby bei Ablieferung einige Mängel auf, die später in der Finnboda Varv in Stockholm ausgebessert wurden, aber als nicht schwerwiegend galten. Zudem erfolgte die Fertigstellung des Schiffes neun Monate später als ursprünglich geplant.
1975 bis 1980 lief die Visby zusätzlich zu Visby auch Oskarshamn an. Im September 1980 erhielt das Schiff den neuen Namen Drotten. 1981 wurde neben der üblichen Route kurzzeitig auch Västervik angelaufen.
In den folgenden Jahren war die Fähre mehrfach an andere Reedereien verchartert. Von Mai bis Oktober 1982 fuhr sie für die Viking Line, ehe sie im April 1983 sowie abermals von Oktober 1984 bis Dezember 1985 für italienische Betreiber zwischen Genua und Barcelona im Einsatz war. Während einer dieser Fahrten wurde die Drotten am 27. Dezember 1984 bei einem Brand beschädigt und musste in Barcelona repariert werden. Im Oktober 1985 erfolgte der Verkauf des Schiffes, das noch bis zum folgenden Jahr für die Rederi AB Gotland im Einsatz war.

### Corsica Ferries – Sardinia Ferries

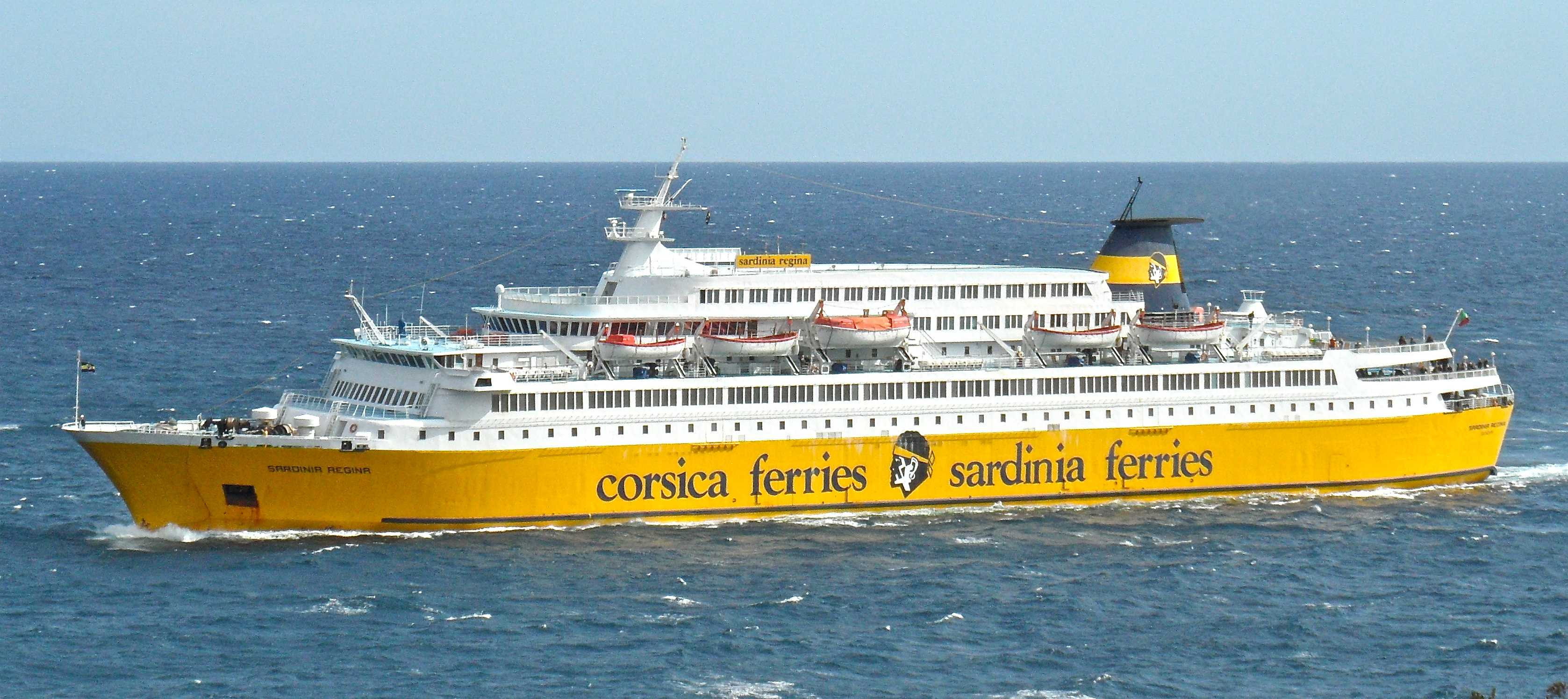
Die Sardinia Regina vor Bastia, Oktober 2011

Im Februar 1986 ging die Fähre schließlich als Corsica Viva II an ihren neuen Eigner über und nahm den Betrieb zwischen Savona und Bastia auf. Ab Oktober 1988 wurde das Schiff in der Werft der Navalia Meccanische Affini in La Spezia um knappe 23 Meter verlängert, um zusätzlichen Raum für Kabinen und Passagierbereiche sowie eine vergrößerte Frachtkapazität zu schaffen. Im April 1989 folgte schließlich die Indienststellung unter dem neuen Namen Corsica Regina.
Ab 1996 trug die Fähre den Namen Sardinia Regina. Sie wurde unter anderem auf den Fährverbindungen zwischen Livorno und Bastia, Piombino und Bastia, sowie Vado Ligure und Bastia eingesetzt.
Im April 2021 wurde das Schiff in Genua aufgelegt und im Oktober des Jahres nach Libyen verkauft. Das Schiff war mit 49 Jahren die älteste Einheit in der Flotte von Corsica Ferries – Sardinia Ferries.

### Kevalay Travel & Tourisms
Kevalay Travel & Tourism setzt das Schiff zwischen Libyen und der Türkei ein. In Libyen läuft es Misrata, in der Türkei Istanbul an, nachdem zunächst Izmir der türkische Anlaufhafen des Schiffes war. Das Schiff ist eines der ältesten aktiven Fährschiffe im Mittelmeerraum.

## Ausstattung

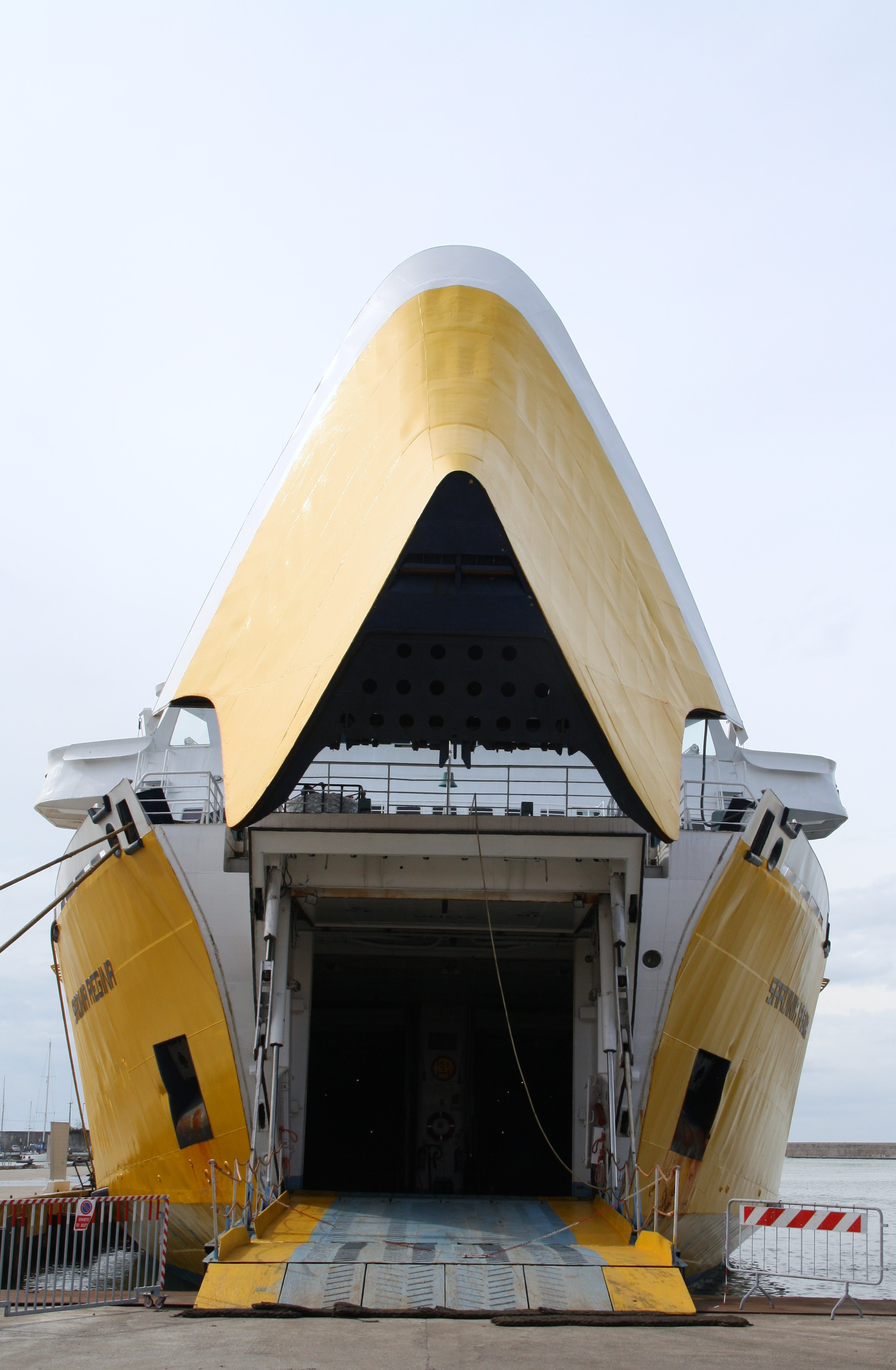
Blick auf das geöffnete Bugvisier der Sardinia Regina

Das Schiff bietet Platz für 1800 Passagiere und verfügt über Kabinen für 1040 Personen. Zu den Einrichtungen an Bord zählen ein großes Restaurant namens A La Carte, ein Kino, eine Disco, mehrere Bars und Einkaufsmöglichkeiten sowie ein Spielzimmer für Kinder und ein separater Bereich mit Videospielen.
Das Schiff kann seit seinem Umbau 460 PKW aufnehmen, die über ein Bugvisier sowie eine Heckklappe be- und entladen werden. Vor der Verlängerung lag die Frachtkapazität bei 300 PKW. Angetrieben wird die Fähre von sechs Dieselmotoren vom Typ Polar SF116VS des schwedischen Unternehmens Nydqvist och Holm (Nohab). Diese 10.590 kW starke Maschinenanlage bringt das mit zwei Verstellpropellern angetriebene Schiff auf eine Geschwindigkeit von bis zu 20 Knoten.